# وقعة الضلع
وقعة الضلع هي معركة وقعت بين الشيخ علي بن خليفة وبين جيش أخيه الشيخ محمد بن خليفة في سنة 1286هـ بموضع يسمى الضلع. وقد أسفرت المعركة عن مقتل الشيخ علي بن خليفة وولده الشيخ إبراهيم بن علي وغيرهم من الرجال المشهورين. وكان من نتاج المعركة أن استولى الشيخ محمد بن خليفة على البحرين مرة أخرى.

## أسباب المعركة
بعد الأحداث الأخيرة من معركة دامسة، ساءت الأمور بين المعتمد البريطاني وبين الشيخ محمد آل خليفة لخرقه ميثاق المعاهدة التي جرت بينهما بعد المعركة. وكان المعتمد قد أقبل ببارجته الحربية على الشيخ محمد بن خليفة للاحتجاج عليه، ولما علم بتوجه المعتمد البريطاني خرج من البحرين إلى قطر، وخلّف أخاه الشيخ علي في مكانه لمصالحة المعتمد البريطاني ومفاوضته على ما يريده من المال. فاعتبر المعتمد البريطاني خروج الشيخ محمد إلى قطر اعترافاً منه بالنكث.
وبعد تدمير المعتمد البريطاني لقلعة أبي ماهر، طلب من الشيخ علي بن خليفة أن يتقلد الحكم في البحرين بدلاً من أخيه الذي سقط حكمه بمخالفة المعاهدة على زعمه. وتولى الشيخ علي الحكم بدلاً عن أخيه، إلا أن الخلاف بين الأخوين اشتد بعد عودة الشيخ محمد، مما أدى إلى مغادرته من البحرين إلى الكويت. ووطد الشيخ علي دعائم ملكه في البحرين. وقال شاعر بحريني قصيدة يشير فيها إلى ذلك الوضع:

## وقوع المعركة
طلب الشيخ محمد المساعدة من الكويت لكنهم سعوا للصلح بين الأخوين. ثم كتب إلى الإمام عبد الله بن تركي آل سعود يطلب من النجدة لاسترجاع بلاده من أخيه الشيخ علي، فطلب الإمام فيصل بن تركي من بني هاجر أن يساعدوه في ذلك، وكانوا مشهورين بالبسالة، فساروا متوجهين إلى دارين. كما عقد الشيخ ناصر بن مبارك آل عبدالله الخليفة اتفاقاً بأن يساعده، فسار معهم إلى البحرين.
خرج الشيخ علي بن خليفة بجيش عظيم في مواجهة جيش أخيه، فتواجه الجيشان في مكان يسمى الضلع، واقتتلوا قتالاً عنيفاً، فالتحمت الصفوف، وجرت معركة دامية. وقتل الشيخ علي بن خليفة وولده الشيخ إبراهيم بن علي، وأصيب الشيخ خليفة عيسى بن علي. كما قتل غيرهم كثير من الرجال المشهورين، واستولى الشيخ محمد بن خليفة على البحرين. ولكن فترة حكمه لم تطل حتى حبس.